# Sędziny

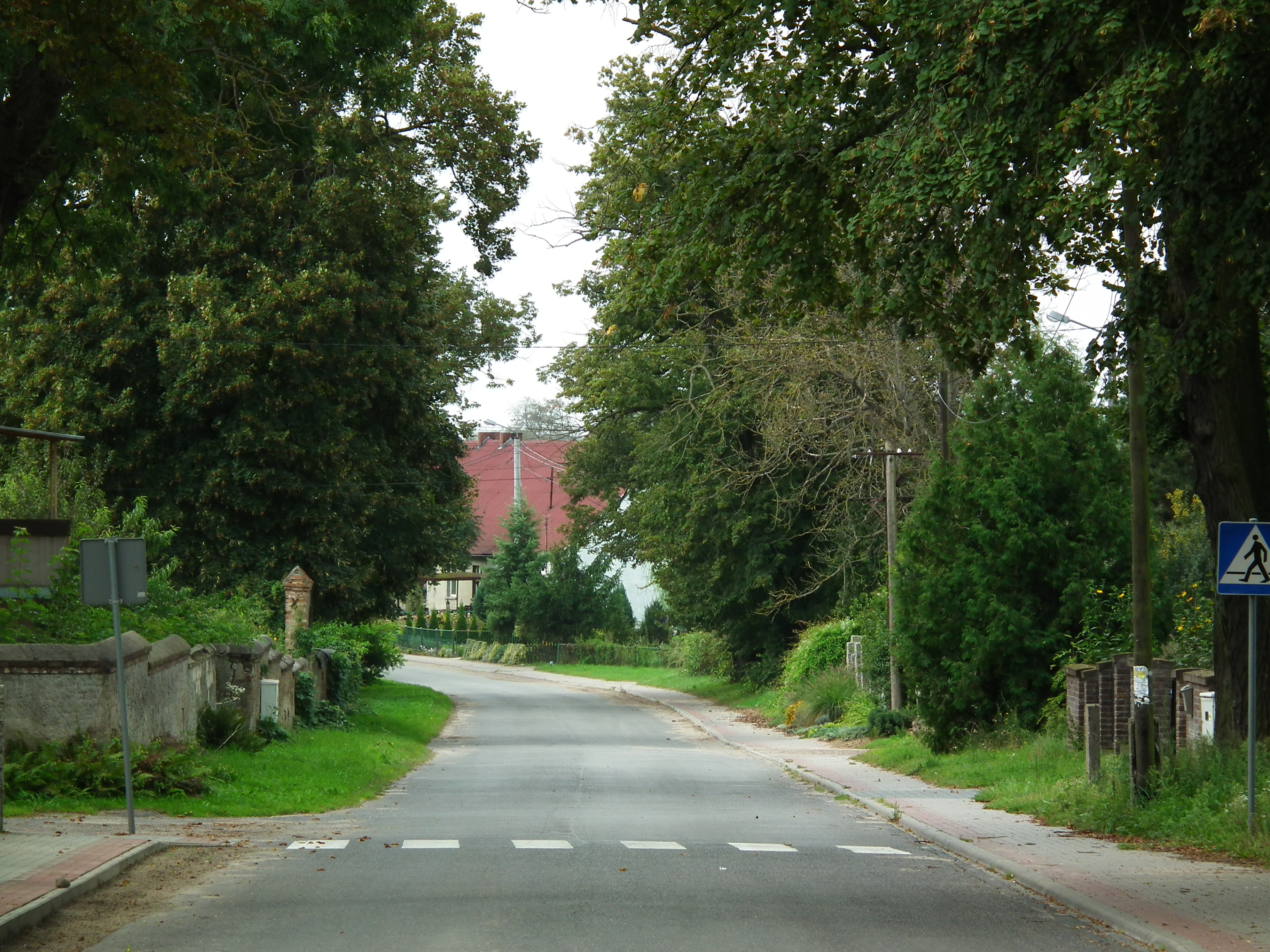
Główna ulica wsi

Sędziny – wieś w Polsce położona w województwie wielkopolskim, w powiecie szamotulskim, w gminie Duszniki.
Miejscowość leży w odległości 5 km od Dusznik, przy drodze wojewódzkiej nr 306. Na wschód od wsi przepływa Mogilnica. Sędziny zamieszkiwało w 2011 roku 469 osób.

## Historia
Zapiski o miejscowości pochodzą z 1387, kiedy to wzmiankowano Mścigniewa z Sędzina. Nazwa wsi oznacza prawdopodobnie, iż stanowiła ona uposażenie jakiegoś sędziego. Dawniejsze nazwy to Sandzino i Sądzino. W 1580 Sędzin był w rękach Anny i Jana Sędzińskich. Około 1793 właścicielem Sędzin był Chłapowski, a później rodzina Oppenów. Pod koniec XIX wieku nazwą urzędową był Sendzin, ale spotykano też nazwę Sędzin. Majątek leżał wtedy w powiecie szamotulskim i prócz Sędzin składały się nań folwarki Sędzinko i Zalesie. Łącznie majątek liczył 23 domostwa i 489 mieszkańców. Była tu gorzelnia oraz młyny: parowy i wodny. W latach 1975–1998 miejscowość administracyjnie należała do województwa poznańskiego.
We wsi zmarł Wincenty Prusimski, a także mieszkał od 1921 Kazimierz Filip Wize (1873–1953) – lekarz psychiatra, filozof i filozof medycyny, mikrobiolog, lepidopterolog, poeta i tłumacz poezji, działacz społeczny.

## Zabytki
We wsi znajduje się zabytkowy pałac w stylu klasycystycznym z XVIII wieku, przebudowany w końcu XIX wieku. Wokół pałacu położony jest park z XIX wieku i pozostałości zabudowań folwarcznych z lat 1858–1900. Pałac ten, to jedyne udokumentowane w zapiskach miejsce gdzie  przebywał przez krótki czas podróżnik Paweł Edmund Strzelecki.

## Religia
Wiadomo, że w 1686 roku we wsi była kaplica, najprawdopodobniej prywatna - należąca do właścicieli majątku. Dopiero w 1931 roku utworzono tu parafię, do której należały także miejscowości Sarbia i Wierzeja. Murowany kościół parafialny został zniszczony przez Niemców podczas II wojny światowej, na jego miejscu wybudowano najpierw drewniany kościółek. W latach 1976–1983 (za proboszcza Kajetana Manugiewicza) powstał nowy, duży kościół, którego projektantem był inż. Aleksander Holas. Budowlę sfinansowali wierni parafii, która obejmuje: Sędziny, Wierzeję, Sarbię, Sędzinko i Turkowo (gm. Kuślin). Kościół nosi wezwanie NMP i św. Wojciecha.

## Gospodarka
Jest tu sporo gospodarstw rolnych o powierzchni 15-30 ha. Rolnicy uprawiają głównie rzepak, zboża i buraki cukrowe oraz zajmują się hodowlą trzody chlewnej.

## Kultura i sport
We wsi istnieje jednostka ochotniczej straży pożarnej, znajduje się tu świetlica, sklep, kościół